# Courchons
Courchons est une localité de Saint-André-les-Alpes et une ancienne commune française, située dans le département des Alpes-de-Haute-Provence en région Provence-Alpes-Côte d'Azur.
Elle est rattachée à Saint-André-les-Alpes en 1966.

## Géographie
Située à 1 280 mètres d'altitude, l'ancienne commune occupe un plateau montagneux qui domine le lac de Castillon. On trouve encore plusieurs bastides occupées régulièrement. L'accès se fait par une route qui a été bitumée mais aujourd'hui sans entretien, offrant de beaux panoramas. En revanche le "village historique" où l'on trouve l'église est totalement ruiné. Une association des habitants œuvre depuis 2003 à la préservation du site (restauration du lavoir et du four). La commune avait une superficie de 11,03 km2
On trouve également une ferme toujours en activité.

## Toponymie
La localité apparaît pour la première fois dans les chartes en 1035 (de Curbone). On trouve Corchono au XIIIe siècle.
Le nom pourrait venir de l’occitan courchoun, « quignon de pain », en référence à la forme de la montagne où la localité est établie. Selon le couple Fénié, il s’agit d’un nom de domaine, formé sur le nom romain Corvus, avec un diminutif.
Albert Dauzat et Charles Rostaing, dans leur Dictionnaire étymologique des noms de lieux en France (1978), avancent une autre explication basée sur une racine oronymique : Courchons pourrait provenir de la racine pré-indo-européenne *kor-t- désignant un sommet rocheux.

## Histoire
Extrait de l'Armorial des communes de Provence (1866) par de Bresc : « Courchons que l'on écrivait anciennement Courches en latin Corcio en provençal Courchoun était du diocèse de Senez et de la viguerie de Castellane. C'est pour ce motif peut être que ce village porta un château dans ses armes à moins que ce soit en souvenir des Castellane qui seigneurs des terres voisines ont pu aussi posséder cette terre avant qu'elle tombât dans le domaine du roi ».
Courchons, qui apparaît pour la première fois dans les chartes en 1226 sous le nom de Corchono, relevait directement des comtes de Provence. Cette communauté compte 25 feux en 1315 et 4 en 1471. Sa population est de 189 habitants en 1765. En altitude, possédant un terroir uniquement fait de montagnes, froide et peu peuplée, aucune église ni chapelle n’y est fondée avant le XVIIe siècle.
Vers 1900, la classe unique de l’école compte encore une quinzaine d’élèves. Dans les années 1930, bien que la population adulte se limite à une vingtaine de personnes, la communauté réalise des travaux collectifs, comme l’adduction d’eau de la source du Teï vers la fontaine communale (achevée en 1932). C’est à cette période que le développement de la culture de la lavande permet de dégager des revenus supplémentaires.
Par arrêté préfectoral du 27 août 1966, la commune de Courchons est rattaché, le 5 septembre 1966, à la commune de Saint-André-les-Alpes.

## Administration
| Période                                  | Période | Identité | Étiquette | Qualité |
| ---------------------------------------- | ------- | -------- | --------- | ------- |
| Les données manquantes sont à compléter. |         |          |           |         |
|                                          |         |          |           |         |

## Démographie
L’histoire démographique de Courchons est marquée par la saignée due à la crise des XIVe et XVe siècles.
Au XIXe siècle, Courchons connaît une courte période d’« étale » où la population reste relativement stable à un niveau élevé. Cette période dure de 1821 à 1841. L’exode rural provoque ensuite un mouvement de recul démographique de longue durée. En 1901, la commune a perdu plus de la moitié de sa population par rapport au maximum historique de 1836. Le mouvement de baisse ne s'interrompt ensuite plus, jusqu’aux années 1950 et la fusion avec Saint-André-de-Méouilles.
| 1315    | 1471 | 1765 | 1793 | 1800 | 1806 | 1821 | 1831 | 1836 |
| ------- | ---- | ---- | ---- | ---- | ---- | ---- | ---- | ---- |
| 24 feux | 4    | 189  | 175  | 154  | 132  | 136  | 142  | 160  |

| 1841 | 1846 | 1851 | 1856 | 1861 | 1866 | 1872 | 1876 | 1881 |
| ---- | ---- | ---- | ---- | ---- | ---- | ---- | ---- | ---- |
| 159  | 132  | 120  | 108  | 111  | 120  | 110  | 94   | 96   |

| 1886 | 1891 | 1896 | 1901 | 1906 | 1911 | 1921 | 1926 | 1931 |
| ---- | ---- | ---- | ---- | ---- | ---- | ---- | ---- | ---- |
| 88   | 87   | 82   | 78   | 87   | 80   | 56   | 39   | 24   |

| 1936 | 1946 | 1954 | 1962 | - | - | - | - | - |
| ---- | ---- | ---- | ---- | - | - | - | - | - |
| 14   | 14   | 6    | -    | - | - | - | - | - |

Histogramme

(élaboration graphique par Wikipédia)

## Lieux et monuments
En allant vers la crête, on rencontre le four banal et le lavoir entièrement restaurés (pierres inscrites avec les chronogrammes 1578 et 1619) puis en suivant le chemin on arrive à l'agglomération ancienne, en ruines. L’église Saints Jacques et Christophe (1699) conserve ses murs en élévations, et plusieurs bâtiments assez bien conservés (maisons, caves, citernes en contrebas).

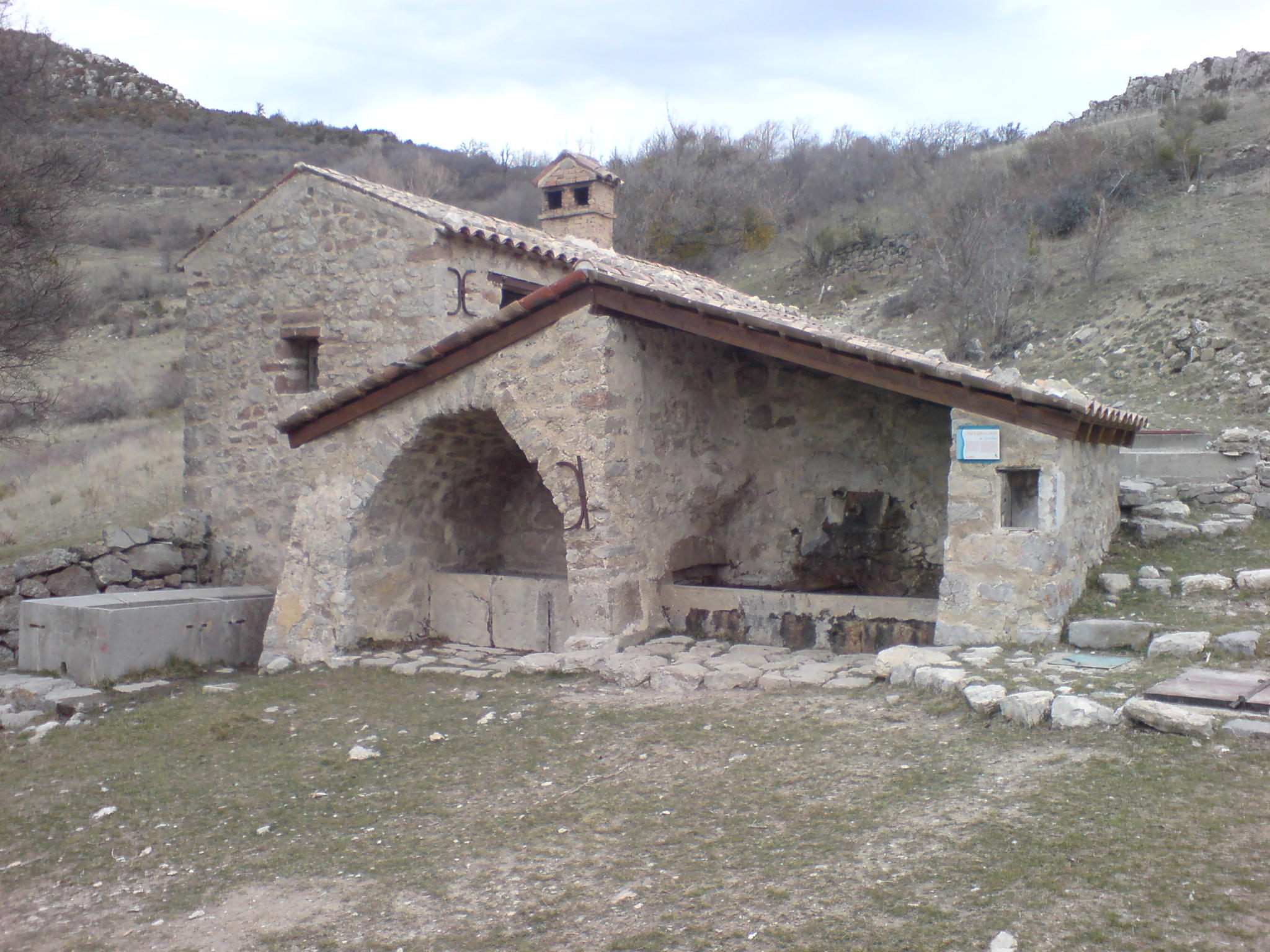
Four communal, fontaine et lavoir de Courchons (ce dernier offert par Boniface de Castellane en 1904).